# NGC 2573
NGC 2573 (również PGC 6249) – galaktyka spiralna z poprzeczką (SBc), znajdująca się w gwiazdozbiorze Oktanta. Odkrył ją John Herschel 29 marca 1837 roku.